# المجران (بني مسلم)

تعديل مصدري - تعديل

المجران محلة تابعة لقرية قطن، التابعة لعزلة بني مسلم بمديرية يريم إحدى مديريات محافظة إب في الجمهورية اليمنية، بلغ تعداد سكانها 48 حسب تعداد اليمن لعام 2004.